# La geganta i el nan
La geganta i el nan (xinès simplificat: 高女人和矮丈夫, pinyin: Gāo nǚrén hé ǎi zhàngfū, literalment 'Dona alta i marit baixet') és un curtmetratge d'animació dirigit per Hu Yihong i produït per la Shanghai Meishu Dianying Zhipianchang el 1989. És una adaptació del conte de Feng Jicai, on una parella amb diferència d'alçada pareix la incomprensió de la societat.
Juntament amb El misteriós cavall mongol i Niu Yuan, va ser candidata a rebre el premi a millor pel·lícula d'animació de la Xina en l'edició de 1990 dels premis Jinji, però finalment el premi quedà vacant. Fou emesa per Canal Nou, dins del contenidor A la Babalà, el 15 de maig de 1994.